# Ron-Alpi
Ron-Alpi (în franceză Rhône-Alpes) a fost una dintre cele 26 regiuni ale Franței de până la reforma administrativ-teritorială din 2014. Capitala regiunii era orașul Lyon, iar regiunea cuprindea 8 departamente. La 1 ianuarie 2016 a fost comasată cu regiunea Auvergne, fiind creată astfel regiunea Auvergne-Ron-Alpi.

## Istoric
Cu toate că regiunea a fost locuită încă din timpuri preistorice, primele menționări ale unor așezări datează din perioada celților. Aceștia au fondat numeroase orașe, ca de exemplu Lyon (latină Lugdunum numit după zeul celtic Lugh), iar regiunea se afla pe o rută comercială între sudul și nordul Europei de Vest. Regiunea a fost cucerită de către romani în timpul Războaielor galice ale lui Iulius Cezar și a făcut parte în diferite perioade din provinciile romane Lugdunensis și Gallia, Lyon devenind un important oraș roman. Regiunea a devenit partea a regatelor regilor franci și apoi teritoriu regal al Franței, istoria sa confundându-se cu cea a Franței în perioada următoare.
O istorie un pic diferită a avut partea estică a departamentului, regiunea Savoia. Aceasta a făcut parte din Regatul Burgundiei. Zona și-a păstrat independența după anul 1000, întâi sub conducerea unor conți până în 1416 iar aboi sub conducerea unor duci, până în 1714 când a fost inclusă în Regatul Sardiniei împreună cu regiunea Piemont din nordul Italiei. Mare parte din Savoia a fost absorbită de Franța în 1860 ca parte dintr-un aranjament politic cu Napoleon al III-lea ce a dus la unificarea Italiei ceea ce a generat până în zilele noastre o mișcare de autonomie.

## Geografia
Estul regiunii cuprinde partea vestică a Alpilor și se învecinează cu Elveția și italia. Cel mai înalt vârf este Mont Blanc, 4810 m. Partea centrală este ocupată de valea Ronului și a râului Saône ce au confluența la Lyon. Partea vestică conține începutul Masivului Central.

## Economia
Ron-Alpi este o regiune prosperă, economia sa fiind a doua după cea a regiunii Île-de-France. Acest lucru se datorează diversității producției în diferite sectoare:
- Agricultură, în special carne, produse lactate și struguri
- Industrie, în special:
  - Industria alimentară
  - Industria ușoară și de vârf de gamă
- Servicii, în special:
  - Domenii high-tech, în special la Lyon și Grenoble
  - Turism în Alpi (pentru schi), Lyon (pentru cultura sa) și în Ardèche
  - Educație și cercetare, cu centre importante la Lyon și Grenoble

În trecut mineritul era o activitate importantă, în special în zona Saint-Étienne, dar această activitate a decăzut. O caracteristică interesantă o are zona din apropierea Elveției care are o economie legată mai mult de cea a acesteia, în special în jurul Genevei.